# Gsteigwiler
Gsteigwiler – gmina (niem. Einwohnergemeinde) w Szwajcarii, w kantonie Berno, w regionie administracyjnym Oberland, w okręgu Interlaken-Oberhasli. Leży w Berner Oberland.

## Demografia
W Gsteigwiler mieszkają 402 osoby. W 2020 roku 11,2% populacji gminy stanowiły osoby urodzone poza Szwajcarią.